# كارل أرسكين
كارل أرسكين (بالإنجليزية: Carl Erskine)‏ هو لاعب كرة قاعدة أمريكي، ولد في 13 ديسمبر 1926 في مدينة اندرسون في الولايات المتحدة.

## وصلات خارجية
- كارل أرسكين على موقعبيزبول رفرنس.كوم (الدوري الرئيسي) (الإنجليزية)
- كارل أرسكين على موقعبيزبول رفرنس.كوم (الدوري الثانوي) (الإنجليزية)
- كارل أرسكين على موقع جمعية أبحاث البيسبول الأمريكية (الإنجليزية)